# تادیپاتری
تادیپاتری (به انگلیسی: Tadipatri) یک منطقهٔ مسکونی در هند است که در Tadpatri mandal واقع شده‌است. تادیپاتری ۷٫۴۶ کیلومتر مربع مساحت و ۱۰۸٬۱۷۱ نفر جمعیت دارد و ۲۲۹ متر بالاتر از سطح دریا واقع شده‌است.